# Wasserlösliche Polymere
Wasserlösliche Polymere sind organische Polymere, die sich in Wasser auflösen, dispergieren oder quellen. Dadurch ändern sie die physikalischen Eigenschaften wässriger Systeme, die gelieren oder verdicken.
Zu den verbreitetsten wasserlöslichen Polymeren gehören:
- Polyacrylamid (PAM), auch als Copolymer mit anionischen oder kationischen Monomeren.
- Polyacrylsäure-Homopolymer und sein Natriumsalz (P-AA) – CAS-Nr. 9003-01-4 und 9003-04-7
- Acrylsäure/Maleinsäure-Copolymer und ihre Natriumsalze (P-AA/MA) – CAS-Nr. 52255-49-9
- Polyethylenglycol (PEG)
- Polyvinylalkohol (PVA)
- Polyvinylpyrrolidon (PVP)
- Polyquaternium (PQ) – Polyquaternium 6 (CAS-Nr. 26062-79-3) und Polyquaternium 10 (81859-24-7)

Sie kommen als Inhaltsstoffe einer Vielzahl von Produkten wie Flockungsmittel, Verdickungsmittel oder Lösungsvermittler zum Einsatz.
Schätzungen zufolge haben wasserlösliche Polymere einen Weltmarktwert von 44 Milliarden US-Dollar pro Jahr bei einem Weltmarktvolumen von acht Millionen Tonnen.